# Bibemi
 (juillet 2021).
La mise en forme du texte ne suit pas les recommandations de Wikipédia : il faut le « wikifier ».
Les points d'amélioration suivants sont les cas les plus fréquents. Le détail des points à revoir est peut-être précisé sur la page de discussion.
- Les titres sont pré-formatés par le logiciel. Ils ne sont ni en capitales, ni en gras.
- Le texte ne doit pas être écrit en capitales (les noms de famille non plus), ni en gras, ni en italique, ni en « petit »…
- Le gras n'est utilisé que pour surligner le titre de l'article dans l'introduction, une seule fois.
- L'italique est rarement utilisé : mots en langue étrangère, titres d'œuvres, noms de bateaux, etc.
- Les citations ne sont pas en italique mais en corps de texte normal. Elles sont entourées par des guillemets français : « et ».
- Les listes à puces sont à éviter, des paragraphes rédigés étant largement préférés. Les tableaux sont à réserver à la présentation de données structurées (résultats, etc.).
- Les appels de note de bas de page (petits chiffres en exposant, introduits par l'outil «  Source ») sont à placer entre la fin de phrase et le point final[comme ça].
- Les liens internes (vers d'autres articles de Wikipédia) sont à choisir avec parcimonie. Créez des liens vers des articles approfondissant le sujet. Les termes génériques sans rapport avec le sujet sont à éviter, ainsi que les répétitions de liens vers un même terme.
- Les liens externes sont à placer uniquement dans une section « Liens externes », à la fin de l'article. Ces liens sont à choisir avec parcimonie suivant les règles définies. Si un lien sert de source à l'article, son insertion dans le texte est à faire par les notes de bas de page.
- La présentation des références doit suivre les conventions bibliographiques. Il est recommandé d'utiliser les modèles {{Ouvrage}}, {{Chapitre}}, {{Article}}, {{Lien web}} et/ou {{Bibliographie}}. Le mode d'édition visuel peut mettre en forme automatiquement les références.
- Insérer une infobox (cadre d'informations à droite) n'est pas obligatoire pour parachever la mise en page.

Pour une aide détaillée, merci de consulter Aide:Wikification.
Si vous pensez que ces points ont été résolus, vous pouvez retirer ce bandeau et améliorer la mise en forme d'un autre article.
Bibemi est une commune du Cameroun située dans la région du Nord et le département de la Bénoué.
Bibemi est une vaste et riche[non neutre][source secondaire nécessaire] unité administrative créée en 1981 d’abord comme district puis érigée en arrondissement à la faveur du décret n° 83/392 du 22 août 1983.
Cette unité administrative s’étend sur une superficie de 2535 km2. L’arrondissement est limité au Nord par le département du Mayo-Louti, au Sud par les arrondissements de Lagdo et de Rey-Bouba, à l’Est par la république du Tchad et à l’Ouest par les arrondissements de Pitoa et de Dembo.

## Population
Lors du recensement de 2005, la commune comptait 133 191 habitants, dont 9 140 pour Bibemi Ville. Baksa est une vallée convoitée pour ses potentialités agricoles. On y produit du maïs, du sorgho, de la patate douce, du macabo et de la banane entre autres.
La population de Bibémi est désormais estimée à 250 000 personnes et constitue un brassage de plusieurs tribus dont les plus nombreux sont les Moundangs. Mais on compte aussi les Peulhs, les Lamés, les Mambaïs, les Guizigas, les Toupouris, les Kapsiki, les Guidar et bien d’autres qui cohabitent pacifiquement. Deux religions sont dominantes l’islam et le christianisme.
L’agriculture occupe 90 % de la population qui s’adonne aux activités de production du coton, du maïs, d’arachide, du mil, du soja etc. L’élevage du bétail et de la volaille se développent dans toutes les zones rurales sans doute le plus important de la région du Nord avec le marché à bétail d’Adoumri.

## Personnalités
- Goggo Addi, née en 1911 à Bibemi, est une conteuse notoire, ayant fait l'objet d'une thèse, puis d'un ouvrage, et dont les contes ont fait l'objet d'études. Elle a contribué à perpétuer une tradition orale d'expression peule.

## Structure administrative de la commune
Outre Bibemi proprement dit, la commune comprend les villages suivants :
- Adoumri
- Ady
- Aoudjali
- Arabo
- Ba Hamadicko
- Ba Ndoro
- Baboudji
- Badeou
- Badjima
- Bahimi
- Baksa
- Balda
- Bantadjé
- Beboumza
- Bessoum
- Bidé
- Bikalé
- Bimare
- Boéli
- Boui
- Boula Ibbi
- Bounga
- Dandéré
- Déou
- Derentcheng
- Djaloumi
- Djénnéo
- Djougoundou
- Douggué
- Faltigou
- Famou
- Famouré
- Farsatou
- Gali II
- Gobtikéré
- Goka
- Gonzouné
- Goré Ardo
- Goré Ngaska
- Hamaladdé
- Holma
- Houla
- Houla Fandou
- Kakou
- Kalao
- Kalianfou
- Kapanay
- Katcheo
- Kilbao
- Koredje
- Kouladjé
- Labbare
- Laddé Goré
- Lam
- Lawa
- Lombo
- Lominguel
- Maaloum
- Madjoldé
- Mafalé
- Makassélé
- Mandjaoula
- Mandjimi
- Matsiri
- Mayo Barka
- Mayo Biridji
- Mayo Laouladjé
- Mayo Lopé
- Mbela Djouka
- Mbela Kole
- Mbigou
- Mbolom
- Nakéré
- Nassarao
- Ndiam Badi
- Ndonga
- Neftengol
- Ngaouli
- Njarendi Bello
- Ouro Gaskia
- Padermi
- Patadjé
- Pomla
- Riwongo
- Sabongari
- Séboré
- Séboré Daouda
- Sirlawé
- Sisséri
- Sossari
- Soulmaki
- Tam
- Tchakari
- Tihélé
- Towngo
- Vounré
- Waga
- Wandjara
- Waro
- Windé Bibemi
- Windé Patadjé
- Wouro Donka
- Yalango
- Yiaberya

## Villages
Tous les villages présentés ici sont des villages du Cameroun situés dans le département de la Bénoué et la région du Nord. Ils font partie de la commune de Bibémi.

### Mbela Do Wouro
Selon le Plan Communal de Développement de Bibémi daté de mai 2014, la localité comptait 950 habitants. Le nombre d’habitants était de 973 d’après le recensement de 2005.

### Ouro Guendedji
Selon le Plan Communal de Développement de Bibémi daté de Mai 2014, la localité comptait 100 habitants. Le nombre d’habitants était de 65 d’après le recensement de 2005.

### Wouro Bah Barka
Selon le Plan Communal de Développement de Bibémi daté de Mai 2014, la localité comptait 376 habitants. Le nombre d’habitants était de 300 selon le recensement de 2005.

### Wouro Goulbé
Selon le Plan Communal de Développement de Bibémi daté de mai 2014, la localité comptait 232 habitants. Le nombre d’habitants était de 124 d’après le recensement de 2005.

### Wouro Hardé
9° 25′ 48″ N, 13° 43′ 48″ E
Selon le Plan Communal de Développement de Bibémi daté de Mai 2014, la localité comptait 1246 habitants. Le nombre d’habitants, présenté en 3 sections distinctes, était de 925 d’après le recensement de 2005.

### Wouro Kianda
Selon le Plan Communal de Développement de Bibémi daté de Mai 2014, la localité comptait 920 habitants. Le nombre d’habitants était de 1193 d’après le recensement de 2005.

### Wouro Kio
9° 13′ 48″ N, 13° 43′ 12″ E
Selon le Plan Communal de Développement de Bibémi daté de Mai 2014, la localité comptait 1752 habitants. Le nombre d’habitants était de 1377 d’après le recensement de 2005.

## Économie
Tout d'abord l'arrondissement de Bibemi est une terre riche en ressources minérales naturelles tel que de l'or, une ressource inférée estimée à 4,3 millions de tonnes tirant 2,19g par tonne d'or pour 305 000 onces environ le 12 décembre 2022 par la junior minière britannique Oriole Ressources. Les zones de Lawa et Bakassi sont les principales zones de gisement d'or dans l'arrondissement,. En outre les activités économiques dans cette localité tout comme dans le grand Nord du Cameroun sont le commerce qui se distingue par le marché à bétail d'Adoumri qui est l'un des plus courus de l'Afrique centrale, et d'autres marchés tels que le marché de Padermi, Boula Ibbi, marché de Bibemi. La population pratique l'agriculture, l'élevage et l'artisanat.